# Libor Erban
Libor Erban (1944 České Budějovice – 2002 Dobrá Voda u Českých Budějovic) byl český architekt, grafik a scénograf. Byl synem filologa, pedagoga a básníka Karla Erbana.
V letech 1961 až 1967 vystudoval na Českém vysokém učení technickém v Praze obor architektura u profesora F. Cubrta. Poté pracoval v podniku Stavoprojekt v Českých Budějovicích, kde působil až do roku 1986. Následně přestoupil do Státního ústavu pro rekonstrukci památkových měst, od roku 1992 měl vlastní projekční kancelář. V 90. letech 20. století působil v časopise Architekt. Mimo jiné se věnoval i grafice ve veřejném prostoru, např. informačním systémům pro veřejné budovy nebo letákům či plakátům. Činný byl také v oblasti divadelnictví. Spolupracoval v Jihočeském divadle s režisérem Milanem Fridrichem, s kostýmními výtvarníky Helenou Anýžovou, Aloisem Vobejdou a Petrem Divišem.
Mezi stavby, na kterých se podílel, patřil prototyp mateřské školy, který realizoval v jihočeských Prachaticích, dále pak Pavilon Z budějovického výstaviště, bývalá budova autobusového nádraží v Českých Budějovicích nebo správní budova Jihočeské energetiky v Českých Budějovicích.